# 天槍三
天槍三（牧夫座θ）是在牧夫座的一顆主序星，距離大約47光年。它的傳統英文名稱是Asellus Primus /əˈsɛləs ˈpraɪməs/（拉丁文的意思是「新生的驢子」），在佛蘭斯蒂德命名法的序號是牧夫座23。

## 命名
在中國，天槍的意思是手持長矛護衛紫微垣的禁衛軍，是由牧夫座θ、κ2和ι組成的星官，它稱為天槍三，意思是第三個長矛兵。
天槍三，連同其它的成員Aselli（天槍一（牧夫座κ2）、天槍二〈牧夫座ι〉）和玄戈（牧夫座λ）被稱為'Aulād al Dhiʼbah（أولاد الضّباع - aulād al dhiʼb），意思為“小土狼”。

## 性質
天槍三的視星等為+4.05，光譜類型為F7V，距離地球大約47光年。雖然大約從西元前4300年到西元前3942年，它是肉眼可見距離天球北極點最近的恆星，但是因為它實在太黯淡，因此不能作為北極星。
它有一顆距離大約70弧秒，實際距離約為1,000天文單位的11等光學伴星，光譜分類為M2.5的矮星。雖然不能確定兩者之間是否被引力約束在一起，但是兩者在太空中有共同的運動，所以這兩顆星應該有共同的起源。

## 外部連結
- CCDM J14252+5151 （页面存档备份，存于）
- HR 5404 （页面存档备份，存于）
- Image Theta Boötis
- Theta Bootis by Professor Jim Kaler.